# 乾崇夫
乾 崇夫（いぬい たかお、1920年1月16日 - 2012年9月13日）は、日本の工学者（造船学・船型学）。学位は工学博士（東京大学・1958年）。東京大学名誉教授、日本学士院会員、文化功労者。

## 来歴
東京府出身。旧制第一高等学校、東京帝国大学工学部船舶工学科卒業。船体の造波抵抗、流れの可視化、数値解析、球状船首の研究などを行い、1958年東京大学から工学博士号取得。論文は「船体の造波抵抗に関する研究」。 1958年東京大学工学部教授、1980年定年退官、玉川大学教授、1988年文化功労者となる。日本学士院会員。2012年9月13日、肺炎により東京都内の病院で死去した。92歳没。
造船学や船型学を専門としており、波の重要性に着目し波紋解析的船型試験法を開発した。また、「バルブによる波なし船型」の理論を確立した。東京大学、玉川大学にて教鞭を執り、後進の育成に努めた。2012年9月13日没。

### 受賞歴
- 1947年・1954年 日本造船学会賞
- 1975年 東レ科学技術賞
- 1978年 日本学士院賞

## 著書
- 乾崇夫『船型学50年』船舶技術協会、1992年4月。全国書誌番号:92060416。

## 論文
- 乾崇夫、高幣哲夫、熊野道雄「球状船首の造波効果に関する水槽試験」『造船協會論文集』第108巻、造船協會、1960年、39-51頁、doi:10.2534/jjasnaoe1952.1960.108_39。
- 乾 崇夫、菊池 義男、岩田 達三「安息香酸塗膜による模型船Wave Profileの測定」『造船協會論文集』第100巻、造船協會、1956年、47-67頁、doi:10.2534/jjasnaoe1952.1956.100_47。
- 乾 崇夫、菊池 義男、岩田 達三「浅水における造波抵抗」『造船協會論文集』第100巻、造船協會、1956年、35-45頁、doi:10.2534/jjasnaoe1952.1956.100_35。
- 下村 芳弘、北沢 孝宗、乾 崇夫、梶谷 尚「船体表面条件を厳密化した低速造波抵抗理論」『造船協會論文集』第146巻、造船協會、1979年、27-34頁、doi:10.2534/jjasnaoe1968.1979.146_27。